# موتور خير محمد هوتي
موتور خير محمد هوتي (بالإنجليزية: Mowtowr-e Kheyr Mohammad Huti)‏ هي منطقة سكنية تقع في سيستان وبلوتشستان في إيران. يقدر عدد سكانها بـ 16 نسمة .